# Eberhard Kieser
Eberhard Kieser (* 2. Dezember 1583 in Kastellaun; † November 1631 in Frankfurt am Main) war ein deutscher Kupferstecher und Verleger.

## Biografie
Kieser war der Sohn eines Pfarrers. Er erlernte das Goldschmiedehandwerk. Im Frühsommer 1609 erhielt er durch Heirat der Anna Christina Hoffmann, eines Malers Tochter, die Bürgerrechte in Frankfurt am Main, arbeitete als Goldschmied in Sachsenhausen und begann zu zeichnen und zu gravieren. Ab 1612 illustrierte und verlegte er Bücher und stellte in seiner Verlagswerkstatt mit mehreren Kupferstechern als Gehilfen repräsentative Drucke her.

## Werke
Als bedeutendstes Werk gilt ein Totentanz nach Holbein bestehend aus 60 kleinformatigen Radierungen aus dem Jahre 1617.S. 85
Bekannt wurde Kieser auch durch den Thesaurus philopoliticus (deutscher Titel: Politisches Schatzkästlein guter Herren und bestendiger Freund), eine Sammlung von Kupferstichen mit Stadtansichten, die Kieser und der aus Böhmen stammende Daniel Meisner (1585–1625) herstellten und erfolgreich verlegten. Diese Werke erschienen bis 1631 in 16 Büchern mit 831 Städtebildern. Jedes Bild hat einen Sinnspruch in Latein und Deutsch, die von Meisner stammten. Es ist nicht sicher, dass Kieser neben seiner verlegerischen Tätigkeit auch selbst Druckplatten für den Thesaurus hergestellt hat.S. 85
Ab 1617/18 war Sebastian Furck sowie danach auch Georg Keller, Matthäus Merian und Johann Eckard Löffler für Kieser tätig. 1631 kamen die Druckplatten nach seinem Tod an den Nürnberger Verleger Paul Fürst. Er veröffentlichte 1638/42 rund 800 der Kupferstiche in dem Werk Sciographia Cosmica in 8 Bänden; 1678 und 1700 folgten weitere Auflagen durch die Witwe und den Schwiegersohn von Fürst.

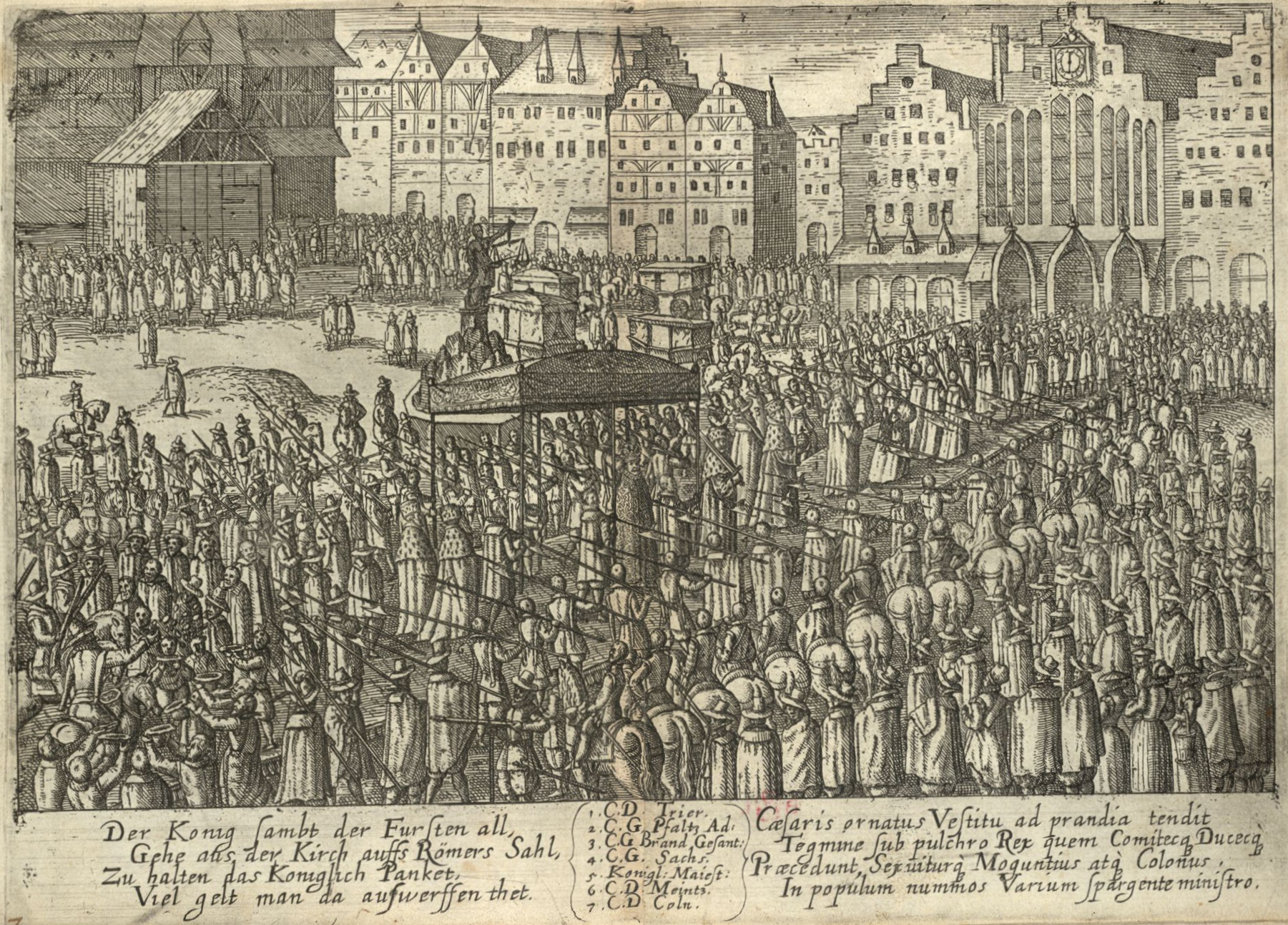
Krönungszug Matthias’ am 13. Juni 1612 vor dem Frankfurter Römer

Neben dem Thesaurus philopoliticus sind zu erwähnen, wobei die Art der Stiche/Radierungen Georg Keller als Künstler nahelegenS. 128:
- Krönungsdiarium Maximilians II. von 1612
- Johann Jacob Wallhausen’s Ritterkunst, Frankfurt 1616
- Johann Jacob Wallhausen’s Romantische Kriegskunst, Frankfurt 1616
- Österreichischer Lorbeerkranz, 1625

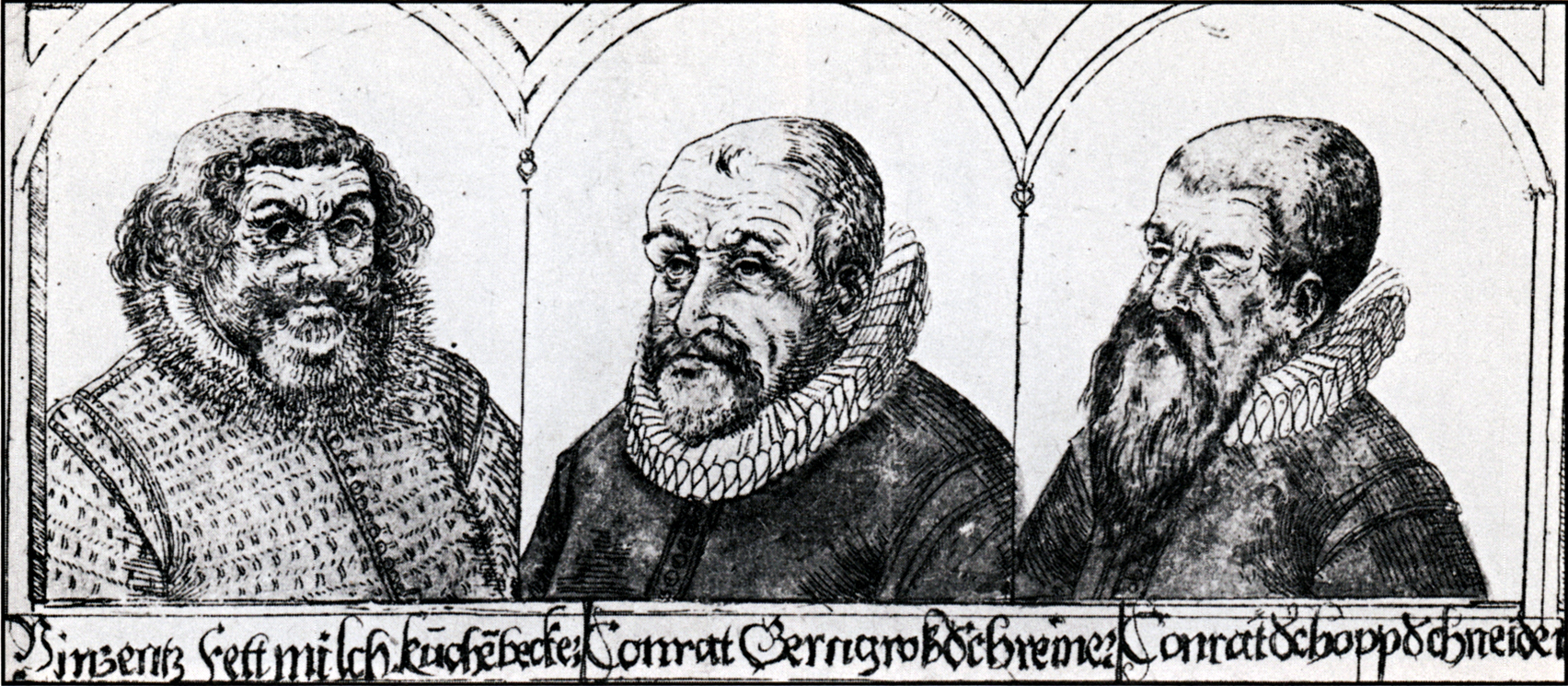
Vinzenz Fettmilch, Conrad Gerngroß und Conrad Schopp, die Anführer des Fettmilchaufstandes, auf einem Stich aus dem Jahr 1614

Weiters brachte Kieser eine aus 78 Blättern bestehende Folge von Kaisern, Kurfürsten und adligen Herren zu Pferde heraus sowie Porträts von Fettmilch, Schopp, Gerngros und Ebel (siehe Fettmilch-Aufstand) in der Manier von Sebastian Furck.S. 128